# Eddie Vedder

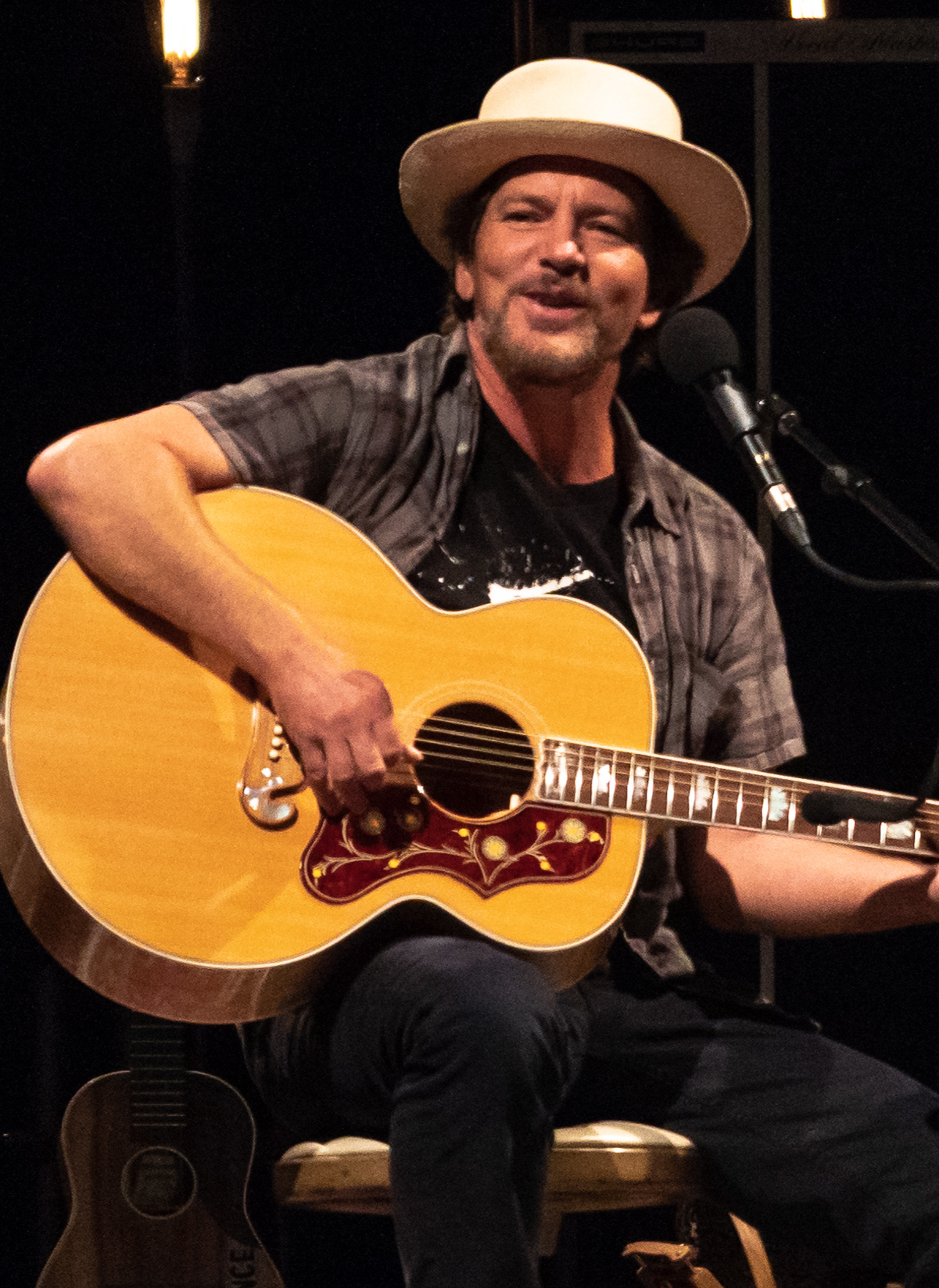
Eddie Vedder (2018)

Edward Louis „Eddie“ Vedder (* 23. Dezember 1964 in Evanston, Illinois als Edward Louis Severson III) ist ein US-amerikanischer Sänger, Songschreiber und Gitarrist. Er ist der Frontmann der Rockband Pearl Jam.

## Karriere

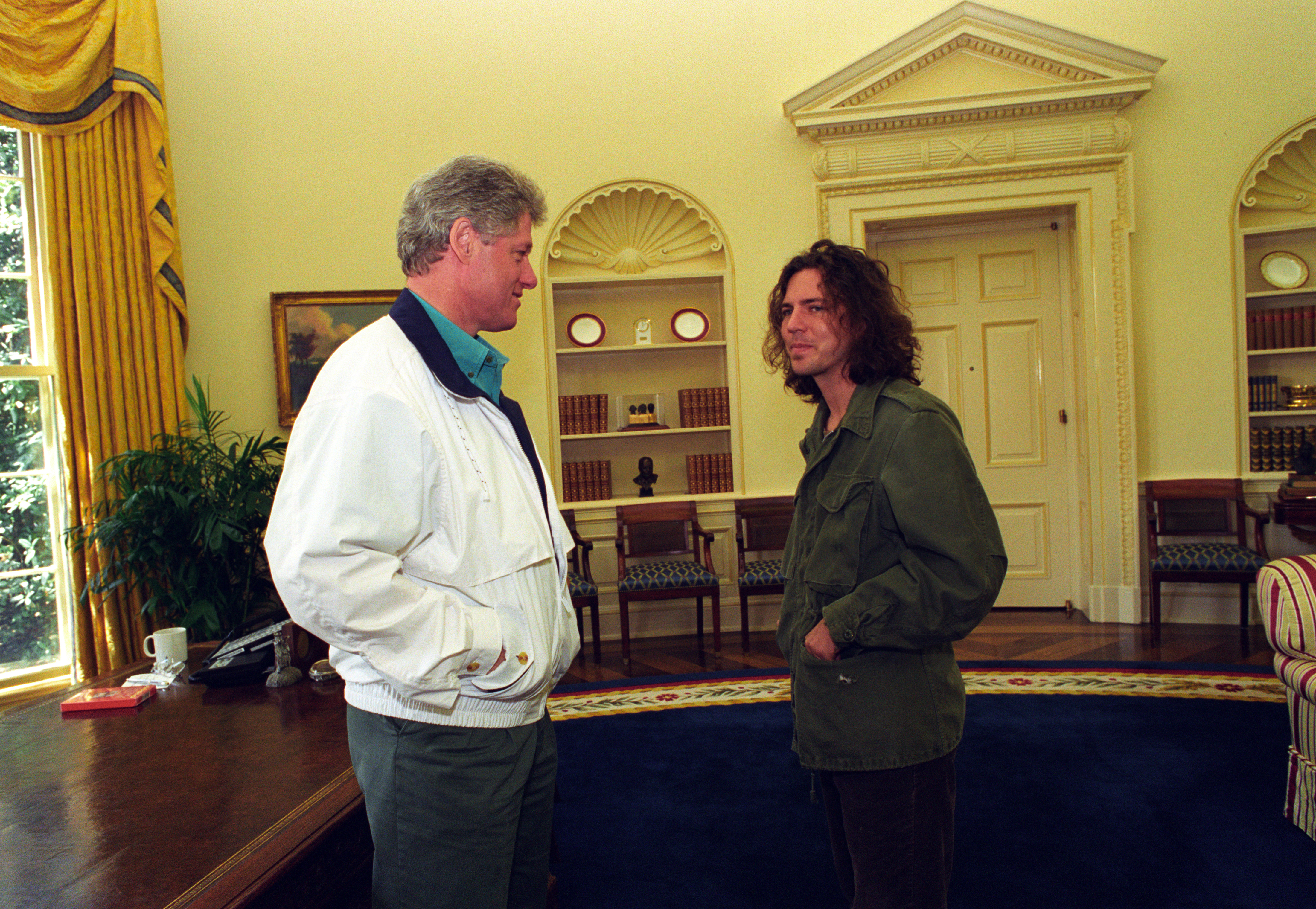
Vedder (rechts) mit US-Präsident Bill Clinton im Oval Office, 1994

Von 1988 bis 1990 war Eddie Vedder Sänger in der südkalifornischen Grunge-Band Bad Radio.
1990 taten sich Stone Gossard (Rhythmusgitarre) und Jeff Ament (Bass) zusammen mit dem Ziel, eine neue Band zu gründen, nachdem sich die beiden Musiker entschieden hatten, nach dem Tod von Andrew Wood weiterhin Musik zu machen. Jack Irons (damaliger Schlagzeuger der Band Red Hot Chili Peppers) spielte die Aufnahmen, die als Stone Gossard Demos bekannt wurden, seinem Freund Vedder zu. Vedder, der zu diesem Zeitpunkt die Band Bad Radio verlassen hatte, nahm den Gesang für drei der bis dahin unfertigen Songs auf. So entstand das sogenannte Mamasan Tape, mit dem er in die Band aufgenommen wurde, aus der Pearl Jam wurde. In den darauf folgenden Jam-Sessions kristallisierte sich Vedder schnell als ideale Ergänzung zu Chris Cornell heraus und der Longplayer Temple of the Dog wurde aufgenommen. Nach diesem Projekt machten sich Stone Gossard, Jeff Ament, Mike McCready sowie Dave Krusen und Eddie Vedder durch viele Auftritte unter dem Namen „Mookie Blaylock“ als Live-Musiker einen Namen.
Vedder wirkte auch 1990 bei der Tributband Temple of the Dog und dessen Album mit, welche Chris Cornell von Soundgarden anlässlich des Todes von Andrew Wood gründete.

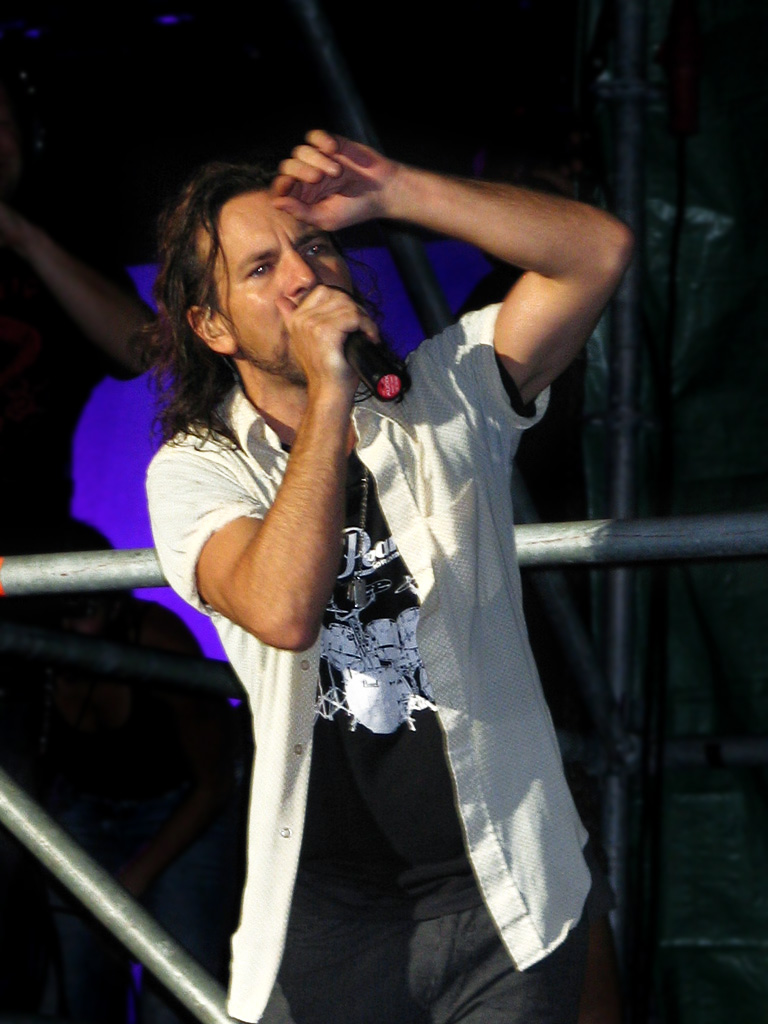
Eddie Vedder (2006)

Neben der Arbeit mit Pearl Jam hat Vedder mit verschiedenen anderen Musikern zusammengearbeitet und Songs aufgenommen, unter anderem mit Bad Religion, Fastbacks, Neil Finn, Neil Young, Jack Irons, Nusrat Fateh Ali Khan, Cat Power, R.E.M., Supersuckers, The Strokes, Mike Watt, Gary Heffern, Wellwater Conspiracy, C-Average, Zeke, Beck und The Who. Manchmal benutzt er die Pseudonyme „Wes C. Addle“ oder „Jerome Turner“.
Vedder schrieb 2007 den Soundtrack für Sean Penns Verfilmung Into the Wild. Im April 2008 ging er auch erstmals als Solokünstler mit den Songs vom Soundtrack auf eine kurze Tour entlang der Westküste der USA. Im Mai 2011 erschien sein zweites Soloalbum Ukulele Songs, auf dem Vedders Gesang und Ukulelenspiel im Mittelpunkt stehen; bei zwei Duetten wirkten die befreundeten Musiker Glen Hansard und Cat Power mit.

## Familie und Privatleben
Vedder hatte eine schwierige Kindheit in Evanston, in der Nähe von Chicago, Illinois. Nachdem sich seine Eltern 1965 trennten, als Eddie erst ein Jahr alt war, heiratete seine Mutter Peter Mueller. Es dauerte Jahre, bis Eddie herausfand, dass Peter Mueller nicht sein leiblicher Vater ist. Mitte der 1970er Jahre zog die Familie (mit Eddies drei jüngeren Halbbrüdern) nach San Diego County, Kalifornien. In dieser Zeit erhielt er zu seinem 12. Geburtstag eine Gitarre. Dies war auch die Zeit, in der Eddie die Musik für sich entdeckte. Mit 15 lebte Eddie schon alleine und nahm als Nachnamen den Geburtsnamen seiner Mutter, Vedder, an, nachdem seine Mutter zum zweiten Mal geschieden wurde. Zu dieser Zeit erfuhr er auch die Wahrheit über seinen leiblichen Vater, einen Mann, den er zwar schon kannte, aber nicht wusste, dass es sich bei ihm um seinen Vater handelte. Eddie Vedder drückt diesen Schock in seinem Song Alive aus. Eddie zog zurück nach Chicago, wo seine Mutter bereits wohnte.
Im Jahr 1984 kehrte er, zusammen mit seiner damaligen Freundin (jetzt Ex-Frau) Beth Liebling (* 1967), nach San Diego zurück. Er nahm verschiedene Jobs an, unter anderem als Tankwart.
Eddie Vedder ist ein Bewunderer von The Who und den Ramones, pflegt eine enge Freundschaft mit Pete Townshend und war ein Freund von Johnny Ramone. Vedder sprach die Laudatio zur Aufnahme der Ramones in die Rock and Roll Hall of Fame. Er ist Präsident eines Ramones-Fanclubs. Sein Haar, das zeitweise zu einem Irokesenschnitt als Symbol gegen die Kriege der USA geschnitten war, hat er nach kurzer Zeit wieder wachsen lassen.
Im fünften Spiel der Baseball World Series am 30. Oktober 2016 sang Vedder den Song Take Me Out to the Ball Game für den Seventh-Inning Stretch im Wrigley Field in Chicago.
Seit dem 18. September 2010 ist er mit dem Fotomodell Jill McCormick (* 1977) verheiratet, mit der er zwei Töchter hat (* 2004 und 2008).

## Soziales Engagement
- Auftritt beim Benefiz-Konzert „Change Begins Within“ der David Lynch Foundation for Consciousness-Based Education and World Peace am 4. April 2009 in der Radio City Music Hall, New York City, u. a. mit Paul McCartney, Ringo Starr, Donovan, Ben Harper und Sheryl Crow. Mit den Konzerteinnahmen will die Stiftung sozial benachteiligten Kindern die Möglichkeit geben, Transzendentale Meditation zu erlernen.[1][2]

## Auszeichnungen und Nominierungen
- 2007: Nominierung für die Satellite Awards für den Song Guaranteed aus dem Film Into the Wild
- 2008: Golden Globe für den Song Guaranteed aus dem Film Into the Wild
- 2007: Nominierung für den Grammy für den Song Guaranteed aus dem Film Into the Wild

## Diskografie
Alben
- 1996: One Step Back (Kompilation)
- 2005: The Molo Sessions (mit The Walmer High School Choir)
- 2007: Into the Wild (Soundtrack des gleichnamigen Films, UK: Gold)
- 2011: Ukulele Songs (Das Albumcover zeigt eine Unterwasserskulptur des britischen Künstlers Jason deCaires Taylor, die den Titel The Lost Correspondent trägt)
- 2021: Flag Day (Soundtrack, mit Glen Hansard & Cat Power)

Singles
- 2007: Hard Sun
- 2008: All the Way
- 2010: Better Days
- 2010: My City of Ruins (Live from the Kennedy Center Honors)
- 2011: Longing to Belong
- 2012: Reggae Celebration E. P.
- 2012: Golden State (Live) (mit Natalie Maines)
- 2012: Love Boat Captain
- 2014: Imagine (Live)

Videoalben
- 2011: Water on the Road: Eddie Vedder Live (DVD)
- 2022: Earthling

## Auszeichnungen für Musikverkäufe
| Goldene Schallplatte - Brasilien - 2024: für die Single Society - Italien - 2017: für die Single Society - Kanada - 2008: für das Album Into the Wild - 2013: für das Album Ukulele Songs - Neuseeland - 2019: für das Album Into the Wild - Niederlande - 2010: für das Album Into the Wild | Platin-Schallplatte - Dänemark - 2017: für das Album Into the Wild 2× Platin-Schallplatte - Italien - 2020: für das Album Into the Wild |

Anmerkung: Auszeichnungen in Ländern aus den Charttabellen bzw. Chartboxen sind in ebendiesen zu finden.
| Land/RegionAuszeichnungen für Musikverkäufe (Land/Region, Auszeichnungen, Verkäufe, Quellen) | Gold     | Platin     | Verkäufe | Quellen             |
| -------------------------------------------------------------------------------------------- | -------- | ---------- | -------- | ------------------- |
| Brasilien (PMB)                                                                              | Gold1    | —          | 20.000   | pro-musicabr.org.br |
| Dänemark (IFPI)                                                                              | —        | Platin1    | 20.000   | ifpi.dk             |
| Deutschland (BVMI)                                                                           | Gold1    | —          | 100.000  | musikindustrie.de   |
| Italien (FIMI)                                                                               | Gold1    | 2× Platin2 | 125.000  | fimi.it             |
| Kanada (MC)                                                                                  | 2× Gold2 | —          | 80.000   | musiccanada.com     |
| Neuseeland (RMNZ)                                                                            | Gold1    | —          | 7.500    | radioscope.co.nz    |
| Niederlande (NVPI)                                                                           | Gold1    | —          | 25.000   | nvpi.nl             |
| Schweiz (IFPI)                                                                               | Gold1    | —          | 15.000   | hitparade.ch        |
| Vereinigtes Königreich (BPI)                                                                 | Gold1    | —          | 100.000  | bpi.co.uk           |
| Insgesamt                                                                                    | 9× Gold9 | 3× Platin3 |          |                     |